# Anissó
Anissó é uma antiga freguesia portuguesa do município de Vieira do Minho, com 4,93 km² de área e 215 habitantes (2011). Densidade: 43,6 hab/km².
Dista 7 Km da sede do concelho.

## História
A arqueologia e a toponímia garantem-lhe uma antiguidade de povoamento muito anterior ao séc. XII. Consta no inventário dos bens vimaranenses, no séc. XII, sob a denominação de Nizola. 
As Inquirições de 1220 citam a freguesia como paróquia de “Sancto Johanne de Veeira”. É paróquia desde a segunda metade do séc. XVIII.
Situa-se junto da serra da Pena Mourinha, onde se localiza uma gruta notável pela sua extensão e vestígios de um antigo castelo. Há vestígios de um outro castelo com o seu fosso, designado de Crasto Medoeiro.
Anissó engloba os lugares de Bairro, Cabo de Além, Calvário, Carvoeiras, Maceira, Poço e Povoinha.
Foi extinta (agregada) pela reorganização administrativa de 2012/2013, sendo o seu território integrado na União das Freguesias de Anissó e Soutelo.

## População
| População da freguesia de Anissó | População da freguesia de Anissó | População da freguesia de Anissó | População da freguesia de Anissó | População da freguesia de Anissó | População da freguesia de Anissó | População da freguesia de Anissó | População da freguesia de Anissó | População da freguesia de Anissó | População da freguesia de Anissó | População da freguesia de Anissó | População da freguesia de Anissó | População da freguesia de Anissó | População da freguesia de Anissó | População da freguesia de Anissó |
| -------------------------------- | -------------------------------- | -------------------------------- | -------------------------------- | -------------------------------- | -------------------------------- | -------------------------------- | -------------------------------- | -------------------------------- | -------------------------------- | -------------------------------- | -------------------------------- | -------------------------------- | -------------------------------- | -------------------------------- |
| 1864                             | 1878                             | 1890                             | 1900                             | 1911                             | 1920                             | 1930                             | 1940                             | 1950                             | 1960                             | 1970                             | 1981                             | 1991                             | 2001                             | 2011                             |
| 295                              | 329                              | 272                              | 328                              | 332                              | 338                              | 301                              | 329                              | 339                              | 319                              | 281                              | 300                              | 312                              | 263                              | 215                              |

## Património
- Igreja Paroquial
- Alminhas de Macieira
- Cruzeiro do Calvário (crasto e aglomerado rural)
- Castro de Pena Mourinha